# Hebe
Pentru alte utilizări ale numelui Hebe, vezi Hebe (dezambiguizare).
Hebe în mitologia greacă a fost zeița veșnicei tinereți, fiica lui Zeus și a Herei. Le turna zeilor la masă nectar și ambrozie în cupe, până în ziua când a fost înlocuită cu Ganymede. S-a căsătorit cu Heracles după apoteoza eroului.
În mitologia romană, Hebe purta numele de Iuventas.
Hebe simbolizează prospețimea trupească eternă.